# Stati del Sacro Romano Impero (V)
Questo è un elenco degli stati del Sacro Romano Impero, inizianti per la lettera V:
| Nome         | Tipologia                      | Provincia                    | Seggio | Formazione                                  | Note |
| ------------ | ------------------------------ | ---------------------------- | ------ | ------------------------------------------- | --- |
| Vaduz        | Contea                         |                              |        |                                             | 1510: L'ultimo Barone di Brandis vende Vaduz e Schellenberg ai Conti di Sulz 1708 aderisce alla Contea di Schellenberg; capitale del Principato indipendente di Liechtenstein Venduta al Liechtenstein                                                                               |
| Varel        | Signoria                       |                              |        |                                             | 1123: prima menzione di Varel ai Conti di Oldenburg 1667: ai Conti di Aldenburg 1733-1854: Passata per matrimonio ai Conti di Bentinck 1811: Occupazione francese 1813: al Granduca di Oldenburg                                                                                     |
| Veldenz      | 1112: Contea                   |                              |        |                                             | 1260: Estinzione della linea dei conti 1271: ai Signori di Geroldseck per matrimonio 1444: al Palatinato-Zweibrucken per matrimonio 1514-1684: Sede della Contea del Palatinato a Veldenz 1801: alla Francia 1815: alla Prussia ed alla Baviera                                      |
| Velen Vehlen |                                |                              |        |                                             | Acquisita da Bretzenheim |
| Verden       | Vescovato                      | Provincia del Basso Reno     | EC     |                                             | 1648: Secolarizzato come Principato alla Svezia |
| Verden       | Principato                     | Provincia del Basso Reno     | EC     | 1648: Secolarizzato dal Vescovato di Verden | Ottenuto dalla Svezia 1719: Passata all'Hannover |
| Verden       | Provincia del Basso Reno       | RH                           |        | 1648: Annessa al Principato di Verden       | |
| Verdun       | 300's: Vescovato               | Provincia dell'Alto Reno     |        | contea dal 997-c.1044                       | 1558: Annessa alla Francia 1648: Formalmente ceduta alla Francia |
| Verdun       | Città Imperiale                | Provincia dell'Alto Reno     |        |                                             | 1552: Annessa alla Francia |
| Vianden      | Contea                         |                              |        | XI sec.                                     | 1414: Passata a Sponheim |
| Virneburg    | Contea del Sacro Romano Impero | Provincia del Basso Reno     |        |                                             | 1543: Estinzione della linea dei Conti di Virneburg; ereditata dai Conti di Manderscheid 1593: Ereditata dai Lowenstein per eredità femminile passata al Barone Giovanni di Recker durante la Guerra dei Trent'anni 1648: Restaurato ai Lowenstein-Wertheim 1794: Invasione francese |
| Vogtland     | Margraviato                    | Provincia dell'Alta Sassonia |        | 1546                                        | Annessa alla Sassonia nel 1563 |